# Claude Weber (zoólogo)
Claude Weber (1946 ) es un zoólogo suizo. En 1967, se graduó en la Universidad de Ginebra. Y en 1975, obtuvo por la misma casa de estudios superiores el Doctorado. Pertenece al personal del Museo de Historia Natural de Ginebra

## Algunas publicaciones
- 1966. Catalogue dynamique de la flore de Genève. Vol. 12 de Boissiera : mémoires des Conservatoire et Jardin botaniques de la Ville de Genève. Ed. Conservatoire et jardin botaniques, 259 pp. ISBN 2827700271, ISBN 9782827700271